# Pulán
 Pulán es una localidad peruana. Capital del distrito de Pulán, que conforma la Provincia de Santa Cruz, del Departamento de Cajamarca, bajo la administración del Gobierno Regional de Cajamarca, en el norte central del Perú.

## Geografìa
La localidad de Pulán, cuenta con 24 caseríos y 6 anexos reconocidos. El centro poblado de Succhapampa está ubicado a 2,200 msnm. de altitud.
Es un pueblo que ha tenido sus dificultades como todos los demás, pero tiene un clima y un paisaje hermosísimo; cuando entras en esas montañas sientes esa magia del porqué estas vivo, te sientes en las nubes. Es un lugar el cual no debes de dejar de conocer.
Ayuda a crecer a este pueblo ya que tiene lugares bellísimos esperemos que visites no te lo pierdas.

## Autoridades

### Municipales
- 2015-2018
  - Alcalde: Manuel Gavidia Tenorio.
  - Regidores:  Hugo Bernel Cubas Becerra (FS), Segundo Jorge Salazar Lingan (FS), Doris Roca Guerrero (FS), Elden Mondragón Becerra (FS), David Hernández Suárez (Afirmación Social).[2]

En el distrito de Pulán se está poniendo en marcha el Programa Juntos, con 489 beneficiarias.